# エクスクリエ
クロス・マーケティンググループ > エクスクリエ
株式会社エクスクリエ（excrie Inc.）は、マーケティング戦略の立案からマーケティングリサーチ、広告、セールスプロモーション、SNSマーケティングの実行、クリエイティブ、エンタテイメントコンテンツの活用を行う日本の企業。東京都新宿区に本社を置く。グループ親会社のクロス・マーケティンググループは東証プライム市場に上場している。

## 概要
電子計算機を利用したマーケティングデータ分析技術の開発を事業目的として株式会社シンク・タンク・ダイナックスを設立、1980年に株式会社ドゥ・ハウスに商号変更。
その後、定性・定量リサーチ、プロモーション事業を開始。2006年にはWebサンプリングサービス「モラタメ.net」、2010年には店頭購入型のサンプリングサービス「テンタメ」を開設。
2023年に同じクロス・マーケティンググループの、仮説とデータを組み合わせたファクトに基づくプランニングや、デジタルを中心としたマーケティングソリューションを強みを持つ株式会社ディーアンドエムと事業統合し、翌2024年1月1日に合併、株式会社エクスクリエとして新たな体制で事業を推進している。
この統合・合併により、エクスクリエは顧客の課題および生活者へのリサーチ結果に基づき、データとテクノロジーをに活用し、オンラインとオフラインを統合したソーシャルプロモーションおよびセールスプロモーションの戦略策定から実行までを一貫して支援している。

## 沿革[5]
- 1972年
  - 電子計算機を利用したマーケティングデータ分析技術の開発を事業目的として株式会社シンク・タンク・ダイナックスを設立
- 1980年
  - 株式会社シンク・タンク・ダイナックスを株式会社ドゥ・ハウスに商号変更
  - フィールドマーケターズ・ネットワーク「ＤＯさん・ネット」開設、プロモーション「台所お料理教室」開始
- 1982年
  - 定性リサーチ開始

- 1984年
  - クチコミプロモーション開始
  - 定量リサーチ開始
  - チラシマーケティング開始
- 1994年
  - 店頭リサーチ開始

- 2000年
  - Webサイト構築・運用開始
- 2006年
  - トライアー獲得&クチコミ・ネットワーク「モラタメ.net」開始
- 2010年
  - 店頭プロモーション支援ネットワーク「テンタメ」開設
- 2014年
  - 「インタビュールーム新橋」開設
- 2015年
  - 株式会社ディーアンドエムを設立[6]、「アンケートアド」開始
- 2021年
  - ドゥ・ハウスがクロス・マーケティンググループと事業連携[7]
  - ディーアンドエム「SNSアカウント開設・運用代行」開始
  - ディーアンドエム、株式会社サイカの「XICA ADVA」提供開始、「TVCM出稿サービス」開始[8]
  - ディーアンドエム、LINEリサーチ「セールスパートナー」認定
- 2023年
  - ドゥ・ハウス、スキップ株式会社と合併[9]
  - ディーアンドエム、「動画制作」開始[10]
- 2024年
  - ドゥ・ハウスとディーアンドエムが合併、商号を「株式会社エクスクリエ」に変更

## 事業内容
生活者ネットワークとマーケティング技術を駆使し、メーカーの商品開発から販売促進までを支援。主な事業は「プロモーション」と「アナリティクス」の2つの領域に大別され、それぞれに専門的なサービスを提供している。

### プロモーション
商品の体験価値を高めるための各種プロモーションを展開している。
- セールスプロモーション
  - サンプリング等を通じて商品の体験価値を提供。オンライン、オフライン両対応。
- ソーシャルプロモーション
  - 各種SNSの企画・開設・運営、インフルエンサーを活用したクチコミ施策。
- アドメディア
  - マス広告やデジタルメディアを活用した広告展開支援。
- クリエイティブ&オペレーション
  - クリエイティブ制作および実行オペレーション。

### アナリティクス
マーケティング戦略の精度を高めるための分析サービスを提供している。
- 定性分析
  - 生活者の深層心理や実態を把握するための調査分析。
- 定量分析
  - 1,000万人を超えるアンケートパネルで数値データに基づく分析。
- データプラットフォーム
  - マーケティング活動を最適化するためのデータ基盤を提供・活用支援。

## 関係会社
- 株式会社クロス・マーケティング
- 株式会社メタサイト
- 株式会社メディリード
- 株式会社ウィズワーク
- エンバイロセルジャパン株式会社
- 株式会社パスクリエ
- 株式会社クロス・コミュニケーション
- 株式会社オルタナエクス
- 株式会社クリエイティブリソースインスティチュート
- 株式会社トキオ・ゲッツ
- 株式会社トラフィックス
- 株式会社REECH
- 株式会社クロス・プロップワークス
- ノフレ食品株式会社
- 株式会社MDIU
- Kadence International Business Research Pte.Ltd.
- Kadence International (Thailand) Co., Ltd.
- Kadence International Inc. CHINA
- 株式会社クロスベンチャーズ